# Большекнышинский сельсовет
Большекнышинский сельсовет - сельское поселение в Идринском районе Красноярского края.
Административный центр - село Большие Кныши.

## Население
| 2010 | 2012 | 2013 | 2014 | 2015 | 2016 | 2017 |
| ---- | ---- | ---- | ---- | ---- | ---- | ---- |
| 527  | ↘505 | ↘490 | ↘461 | ↘446 | ↘444 | ↗449 |

## Состав сельского поселения
В состав сельского поселения входят 2 населённых пункта:
| № | Населённый пункт | Тип населённого пункта       | Население |
| - | ---------------- | ---------------------------- | --------- |
| 1 | Большие Кныши    | село, административный центр | 511       |
| 2 | Малые Кныши      | село                         | 16        |

## Местное самоуправление
Большекнышинский сельский Совет депутатов
Дата избрания: 14.03.2010. Срок полномочий: 5 лет. Количество депутатов: 7
Глава муниципального образования
- Шенкнехт Любовь Владимировна. Дата избрания: 14.03.2010. Срок полномочий: 5 лет